# Woodman Spit
Woodman Spit är en landtunga i Australien. Den ligger i delstaten Western Australia, omkring 24 kilometer sydväst om delstatshuvudstaden Perth.
Runt Woodman Spit är det tätbefolkat, med 383 invånare per kvadratkilometer.. Närmaste större samhälle är Rockingham, omkring 16 kilometer söder om Woodman Spit. 
Genomsnittlig årsnederbörd är 1 018 millimeter. Den regnigaste månaden är maj, med i genomsnitt 176 mm nederbörd, och den torraste är februari, med 9 mm nederbörd.